# (29871) 1999 GE5
1999 جي إي 5 (ويعرف أيضًا باسم (29871) 1999 جي إي 5 وفق تسمية الكوكب الصغير) (بالإنجليزية: 1999 GE5)‏ هو كويكب ضمن حزام الكويكبات؛ وترتيبه 29871 من حيث الاكتشاف.
اكتُشف هذا الجُرم الفلكي بواسطة تاكيشي أوراتا ‏ في 7 أبريل 1999.

## وصلات خارجية
- (29871) 1999 GE5 في قاعدة بيانات مختبر الدفع النفاث لأجرام النظام الشمسي الصغيرة

- الاكتشاف · مخطط المدار ·  العناصر المدارية · المعلمات المادية

- (29871) 1999 GE5 على موقع ويكي سكاي: DSS2, SDSS, GALEX, IRAS, Hydrogen α, X-Ray, Astrophoto, Sky Map, Articles and images